# Mucker (Königsberg)
Mucker war der volkstümliche Name einer christlich-pietistischen Sekte in Königsberg. Selbst bezeichneten sie sich als Theosophen.

## Geschichte
Johann Wilhelm Ebel (1784–1861) wurde 1816 Archidiakon der altstädtischen Kirche in Königsberg und sammelte ab dem Ende der 1820er Jahre, gemeinsam mit dem Prediger Georg Heinrich Diestel, eine pietistische Gemeinde um sich. An diesem Kreis beteiligten sich auch Männer und Frauen aus den führenden Familien Königsbergs und dem führenden Adel.
Ebel und Diestel nahmen die Lehren von Johann Heinrich Schönherr (1771–1826) auf. „Eine Hauptrolle spielte hier die Schönherrsche Vorstellung von den Haupt- und Nebennaturen, den Licht- und Finsternisnaturen. Die Hauptnaturen haben die Pflege der Nebennaturen zu übernehmen. Dies geschieht durch offenes Aussprechen und Mitteilen ihrer geheimsten Gedanken, besonders der Sünden.“ Der australische Historiker Christopher Clark charakterisiert den Inhalt der Vorstellungen von Ebel und Diestel als „Eheberatung auf der Grundlage einer eklektischen praktischen Theologie“.
Die Aktivitäten von Ebel und Diestel führten zu zahlreichen Gerüchten, darunter, dass die Prediger zu Zügellosigkeit und außerehelichem Geschlechtsverkehr ermuntern würden und dass zwei junge Frauen an den Folgen allzu großer Erregung gestorben seien. Dies führte 1835 zu einer Untersuchung durch den Oberpräsidenten der Provinz Preußen, Theodor von Schön, und einem in ganz Deutschland beachteten langwierigen Prozess, dem Königsberger „Muckerprozeß“ (1835–1845), über den die Presse ausführlich und kontrovers berichtete. Als Ergebnis wurden Ebel und Diestel 1839 bzw. 1842 ihrer Ämter entsetzt, verloren ihre preußische Nationalkokarde, und Diestel wurde zudem in einer Korrektionsanstalt inhaftiert.
Möglicherweise war es ein Teil der Bewegung, der nach Brasilien emigrierte. Jakobine Maurer, deutschstämmige Tochter von André Mentz und Maria Elisabeth Müller, gründete ab 1870 in Sapiranga eine Glaubensgemeinschaft, die sich Mucker nannte und Jakobine Maurer als Reinkarnation Christi verehrte. 1874 wurde die Bewegung durch brasilianisches Militär aufgelöst und Jakobine Maurer erschossen.

## Schriften
- Johann Wilhelm Ebel:

Die Weisheit von Oben. 1823.
Der Tagesanbruch. 1824.
Die gedeihliche Erziehung. 1825.
Die Was es gilt im Christenthum. 1825.
Winke zum Verständnis der Bibelworte. 1828.
Die apostolische Predigt. 1834.
Die Treue. 1835.
- Georg Heinrich Diestel:

Wie das Evangelium entstellt wird. 1833.
Scheidung und Unterscheidung. 1834.
Ursache und Wirkung. 1835.
Staat und Kirche. 1835.
- Johann Wilhelm Ebel, Georg Heinrich Diestel: Verstand und Vernunft im Bunde mit der Offenbarung Gottes. 1837.